# Szutták listája
A páli kánon Szutta-pitaka szuttái.
- A Dígha-nikája szuttái
- A Maddzshima-nikája szuttái
- A Szamjutta-nikája szuttái
- Az Anguttara-nikája szuttái
- A Khuddaka-nikája szuttái